# Just Cause 4
Just Cause 4 is een action-adventurespel in ontwikkeling bij Avalanche Studios. Het spel wordt uitgegeven door Square Enix en is op 4 december 2018 uitgekomen voor de PlayStation 4, Windows en de Xbox One. Het is het vierde computerspel uit de Just Cause-reeks.

## Plot
Rico Rodriguez neemt het op tegen dictator Oscar Espinosa en Gabriella Morales, de meedogenloze leider van de Black Hand organisatie. Dit is de grootste, best uitgeruste en sterk gefinancierde kracht van de wereld. In het spel natuurlijk, niet in het echt. Het paradijselijke eiland Solís vormt de thuisbasis van de Black Hand. De organisatie traint er gespecialiseerde troepen en ontwikkelt er geavanceerde experimentele wapens, waarvan sommige zelfs invloed hebben op het weer. De lokale bevolking is er klaar mee. Onder leiding van Rico Rodriguez is het tijd voor actie. De Black Hand moet verdwijnen en het land moet teruggegeven worden aan de bevolking. “We want peace!”

## E3
Het spel werd op de E3 van 2018 aangekondigd met een trailer, waarin ook de releasedatum bekendgemaakt werd.